# رودخانه نمک‌آبرود
رودخانه نمک‌آبرود از رودهای غرب استان مازندران ایران است.
این رودخانه دارای دو شاخه است. شاخه نمک آبرود از کوه‌های دسکاگاری سرچشمه می‌گیرد پس از عبور از کوه‌های جنگلی مسیر در محل خوشامپان با شاخه دومی که از کوه‌های یالبندان و جیر سرچشمه می‌گیرد و به نام جیر نامیده می‌شود تلاقی نموده سپس به دریا می‌ریزد. از محل خوشامیان کانالی از آن جدا شده آن را برای استفاده مزارع انتقال دادند. عمق این رودخانه بین ۰٫۵ الی ۱٫۷۵ متر متغیر است آبادی‌های مسیر این رودخانه عبارتند از: کیاده – آهنگرکلا – نمک آبرود – جیر – خوشامیان – یالبندان. در حال حاضر این رودخانه مرز و حد طبیعی سمت شرقی شهرستان عباس آباد با شهرستان چالوس می‌باشد.